# Blagoj
Blagoj (in cirillico: Благой) è un nome proprio di persona bulgaro maschile.

## Varianti
- Maschili: Благун (Blagun)[1]
  - Femminili: Блага (Blaga)[2], Благуна (Blaguna)[2]

### Varianti in altre lingue
- Croato: Blago[1], Blagoje[1]
- Macedone: Благој (Blagoj)[1], Благоја (Blagoja), Благун (Blagun)[1], Блаже (Blaže)[1]
  - Femminili: Благица (Blagica)[2], Благуна (Blaguna)[2]
- Serbo: Благоје (Blagoje)[1]

## Origine e diffusione
Si tratta di una gamma di nomi derivati dalla comune radice slava meridionale благ (blag), che vuol dire "dolce", "piacevole", "buono".

## Onomastico
Il nome è adespota, cioè non esiste alcun santo che lo porti, quindi l'onomastico ricorre il 1º novembre, festa di Tutti i Santi.

## Persone

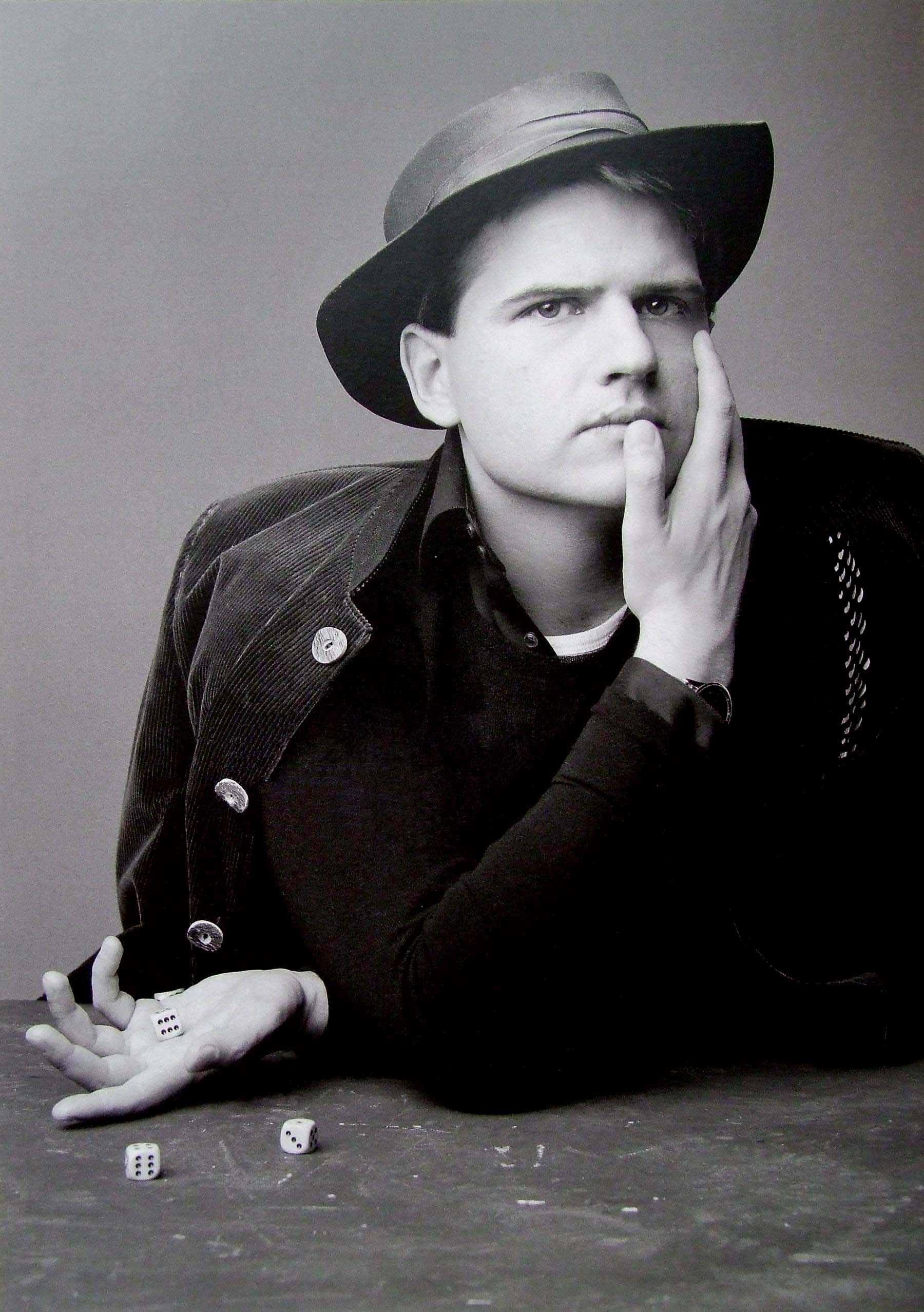
Blagoj Nacoski

- Blagoj Georgiev, calciatore bulgaro
- Blagoj Ivanov, artista marziale misto bulgaro
- Blagoj Makendžiev, calciatore bulgaro
- Blagoj Nacoski, tenore macedone

### Variante Blagoja
- Blagoja Celeski, calciatore australiano
- Blagoja Georgievski, cestista jugoslavo
- Blagoja Milevski, calciatore e allenatore di calcio macedone
- Blagoja Todorovski, calciatore macedone
- Blagoja Vidinić, calciatore e allenatore di calcio macedone

### Variante Blagoje
- Blagoje Adžić, generale serbo
- Blagoje Ivović, pallanuotista montenegrino naturalizzato macedone
- Blagoje Marjanović, calciatore e allenatore di calcio jugoslavo
- Blagoje Paunović, calciatore jugoslavo

### Variante femminile Blaga
- Blaga Dimitrova, poetessa, scrittrice e politica bulgara